# Chiesa di San Giacomo Maggiore (Livinallongo del Col di Lana)
La chiesa di San Giacomo Maggiore è la parrocchiale di Pieve, frazione-capoluogo del comune sparso di Livinallongo del Col di Lana, in provincia di Belluno e diocesi di Belluno-Feltre; fa parte del convergenza foraniale di Agordo-Livinallongo.

## Storia
Forse nella zona di Livinallongo già prima dell'anno mille sorgeva una chiesetta nel contesto del castello di Andraz; tuttavia, risale al 1140 il primo documento che nomina esplicitamente la pieve, la quale è menzionata nuovamente nel 1237 assieme al nome del suo rettore.
Nel 1336 risultavano filiali della pieve di San Giacomo le chiese di Arabba, Andraz, Caprile e Colle Santa Lucia; alcuni anni dopo, nel 1350 l'edificio e l'annesso camposanto vennero danneggiati durante gli scontri tra Avoscani e Stucconi per la conquista del già citato castello.
La pieve fu ricostruita nel 1454, nel periodo in cui era in corso la guerra tra la Serenissima Repubblica di Venezia e il conte del Tirolo Sigismondo; nel 1603, come deciso dal vescovo di Bressanone Christoph Andreas von Spaur durante il sinodo diocesano, la pievania di Livinallongo confluì, assieme a quelle di Fassa e di Marebbe, in un unico grande decanato.
Nel XVII secolo sotto l'influenza della pieve fodoma passarono anche la curazia di Colfosco e l'espositura di Corvara; nel 1683 la struttura venne totalmente restaurata per volere del pievano don Bartolomeo Caldonazzi,  anche se il 29 gennaio 1687 essa fu gravemente danneggiata da un vasto incendio.
Poco più di un secolo dopo, agli inizi del XIX secolo, con la soppressione del decanato istituito nel 1603, alcune zone rimasero nella diocesi di Bressanone, mentre altre passarono alle diocesi di Belluno e di Trento.
La pievania di Livinallongo entrò qui a far parte del decanato di Marebbe, per poi diventare l'8 gennaio 1824 un decanato autonomo, in cui il 29 agosto del medesimo anno confluirono anche le chiese di Corvara e Colfosco.
Nel 1830 la pieve fu ampliata e vennero realizzati al suo interno il loggione e la cantoria; il 18 agosto 1915 un colpo di cannone austriaco, sparato contro le truppe del Regio Esercito che percorrevano la valle, centrò il campanile, che crollando rovinò sulla chiesa, danneggiandola seriamente.

La pieve entrò a far parte della diocesi di Belluno nel settembre del 1964, come stabilito da papa Paolo VI.

## Descrizione

### Esterno
La facciata a capanna della chiesa, rivolta ad oriente, presenta al centro il portale d'ingresso, protetto da una tettoia in larice. Sul lato meridionale dell'edificio si apre l'ingresso secondario a sesto acuto, accanto al quale è murata la lapide che commemora don Giovanni Battista Conaider, deceduto nel 1758.

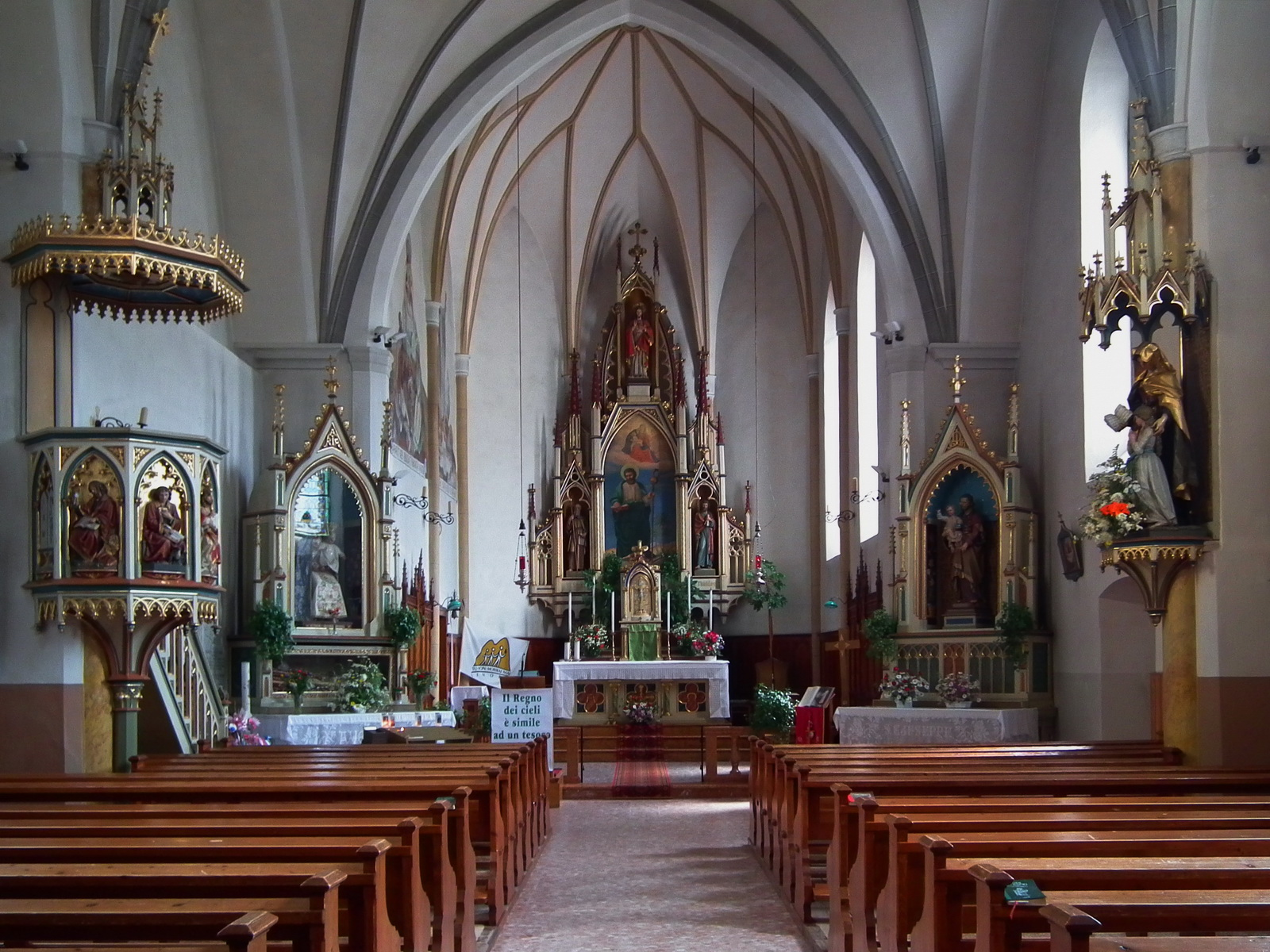
L'interno

Annesso alla pieve è il campanile in pietra  a base quadrata altro 56 metri, costruito tra il 1921 e il 1922 e ospitante sei campane, di cui una disattivata dal momento in cui l'impianto fu elettrificato.

### Interno
All'interno dell'edificio, che si compone di un'unica navata, sono conservate diverse opere pregevoli, tra cui l'organo, costruito nel 1929 dalla ditta Mascioni, le statue raffiguranti i Santi Antonio da Padova, Anna, Giuseppe, Luigi Gonzaga e Maria del Rosario, forse intagliate da Francesco Tavella, il pulpito, le rappresentazioni delle Tavole della Legge, dei Quattro Evangelisti e di Gesù, e la Via Crucis, dipinta da Alessandro Dejaco.